# Мэй, Брэд
Брэд С. Мэй (англ. Brad S. May; род. 29 ноября 1971; Торонто, Канада) — канадский хоккеист, левый нападающий и хоккейный тренер. Провел в НХЛ 18 сезонов, в которых сыграл 1041 матч в регулярных чемпионатах и 88 матчей в плей-офф. Обладатель Кубка Стэнли 2007 года в составе «Анахайм Дакс». Победитель молодёжного чемпионата мира 1991 года в составе сборной Канады.

## Игровая карьера
Во время выступлений за «Ниагара-Фолс Тандер» Мэй дважды попадал во вторую сборную всех звёзд ОХЛ в 1990 и 1991 году. 21 августа 1990 года, находясь в расположении молодёжной сборной, Мэй получил травму колена, из-за которой он был вынужден пропустить бо́льшую часть сезона 1990/91.
На драфте НХЛ 1990 года Мэя в первом раунде выбрал клуб «Баффало Сейбрз». За «Баффало» Мэй отыграл семь сезонов.
4 февраля 1998 года «Сейбрз» обменяли Мэя и выбор в третьем раунде драфта 1999 года в «Ванкувер Кэнакс» на нападающего Джеффа Сэндерсона.
24 июня 2000 года «Ванкувер» обменял Мэя в «Финикс Койотис» на условный выбор на драфте. 6 октября 2002 года в предсезонном матче против «Детройт Ред Уингз» Мэй получил травму плеча, из-за которой он пропустил бо́льшую часть сезона 2002/03.
11 марта 2003 года «Финикс» обменял Мэя в «Ванкувер» на выбор в третьем раунде драфта 2003 года. 11 июля 2003 года Мэй подписал с «Ванкувером» новый двухлетний контракт.
5 августа 2005 года свободный агент Мэй подписал контракт на два года с «Колорадо Эвеланш». Большую часть сезона 2006/07 Мэй пропустил из-за травмы плеча, полученной в предсезонном матче против «Детройта» 25 сентября 2006 года.
27 февраля 2007 года «Колорадо» обменял Мэя в «Анахайм Дакс» на вратаря Майкла Уолла. В составе «Анахайма» Мэй стал обладателем Кубка Стэнли 2007 года. 3 июля 2007 года Мэй подписал новый контракт с «Анахаймом» на два года.
7 января 2009 года «Анахайм» обменял Мэя в «Торонто Мейпл Лифс» на условный выбор на драфте.
8 октября 2009 года Мэй стал игроком «Детройт Ред Уингз». 21 сентября 2010 года Брэд Мэй объявил о завершении карьеры хоккеиста.